# Klinai
Klinai (starogrčki za kauče; jednina klinē), poznat na latinskom kao lectus triclinaris, bili su vrsta drevnog namještaja kojeg su stari Grci koristili u svojim simpozijima, a stari Rimljani u svojim nešto drugačijim druženjima.
U kasnijem dijelu helenističkog razdoblja razvio se raspored od tri klinēa smještena u obliku slova 'U', koji su zajedno tvorili triklinij. Svaki klinē triklinija pružao je prostor za po jednu osobu, a raspored sjedenja gostiju za večerom imao je velik značaj.  
Aranžman od 2 klinēa stvorio je biklinij, s dva kauča ili pod pravim kutom ili jedan nasuprot drugom. Biclinium (množina od biclinia) također može značiti kauč za blagovanje za dvije osobe u starom Rimu.